# Cimenná

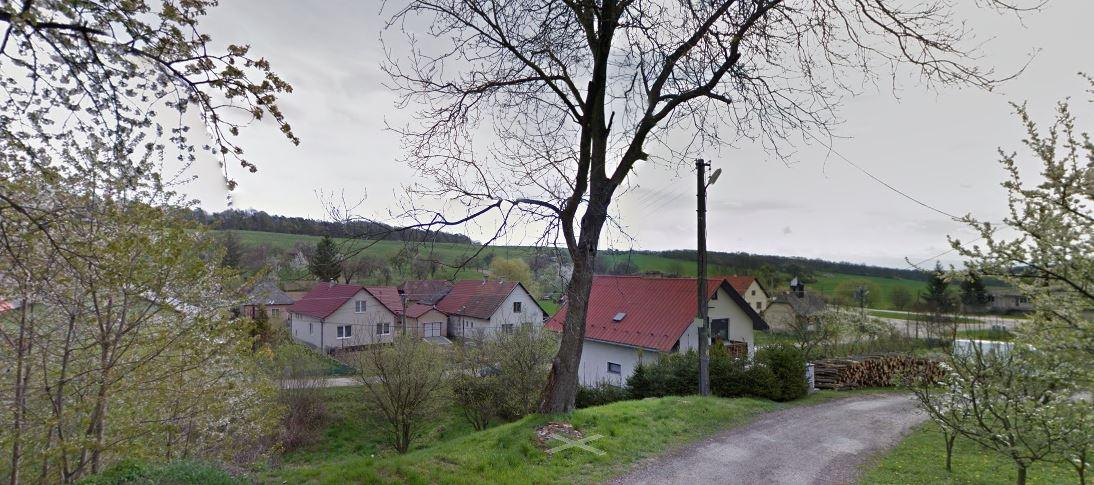
Cimenná (2023)

Cimenná (ungarisch Újvíz – bis 1907 Cimenna) ist eine Gemeinde im Westen der Slowakei mit 100 Einwohnern (Stand 31. Dezember 2024), die zum Okres Bánovce nad Bebravou, einem Teil des Trenčiansky kraj, gehört.

## Geographie
Die Gemeinde befindet sich im Nordwestteil des Hügellands Nitrianska pahorkatina am Oberlauf des Baches Haláčovka im Einzugsgebiet der Bebrava. Das Ortszentrum liegt auf einer Höhe von 271 m n.m. und ist 12 Kilometer von Bánovce nad Bebravou entfernt.
Nachbargemeinden sind Veľké Držkovce im Norden, Haláčovce im Osten, Malé Hoste im Südosten, Zlatníky im Süden und Westen und Dubodiel im Nordwesten.

## Geschichte
Cimenná wurde zum ersten Mal 1484 als Czymyna schriftlich erwähnt und war Bestandteil des Herrschaftsgebietes von Trentschin-Banowitz, Teile des Ortes waren Besitz von Familien wie Surányi, Halácsi und Soky. 1598 bildete Cimenná einen Meierhof, 1720 wurden Weingärten erwähnt, 1784 hatte die Ortschaft 11 Häuser, 13 Familien und 75 Einwohner, 1828 zählte man sieben Häuser und 54 Einwohner, die als Landwirte und Winzer beschäftigt waren.
Bis 1918 gehörte der im Komitat Trentschin liegende Ort zum Königreich Ungarn und kam danach zur Tschechoslowakei beziehungsweise heute Slowakei. Während des Zweiten Weltkriegs unterstützten die Einwohner Partisanenbewegungen und nahmen am Slowakischen Nationalaufstand teil. Am 29. November 1944 wurde Cimenná von der Wehrmacht geplündert und in Brand gesetzt, vier Einwohner wurden erschossen.

## Bevölkerung
| Jahr                | 1994 | 2004    | 2014     | 2024    |
| ------------------- | ---- | ------- | -------- | ------- |
| Anzahl der Personen | 84   | 83      | 94       | 100     |
| Unterschied         |      | −1,19 % | +13,25 % | +6,38 % |

| Jahr                | 2023 | 2024    |
| ------------------- | ---- | ------- |
| Anzahl der Personen | 101  | 100     |
| Unterschied         |      | −0,99 % |

Nach der Volkszählung 2011 wohnten in Cimenná 93 Einwohner, davon 92 Slowaken. Ein Einwohner machte keine Angabe zur Ethnie.
80 Einwohner bekannten sich zur römisch-katholischen Kirche. Sieben Einwohner waren konfessionslos und bei sechs Einwohnern wurde die Konfession nicht ermittelt.